# Kacapi suling

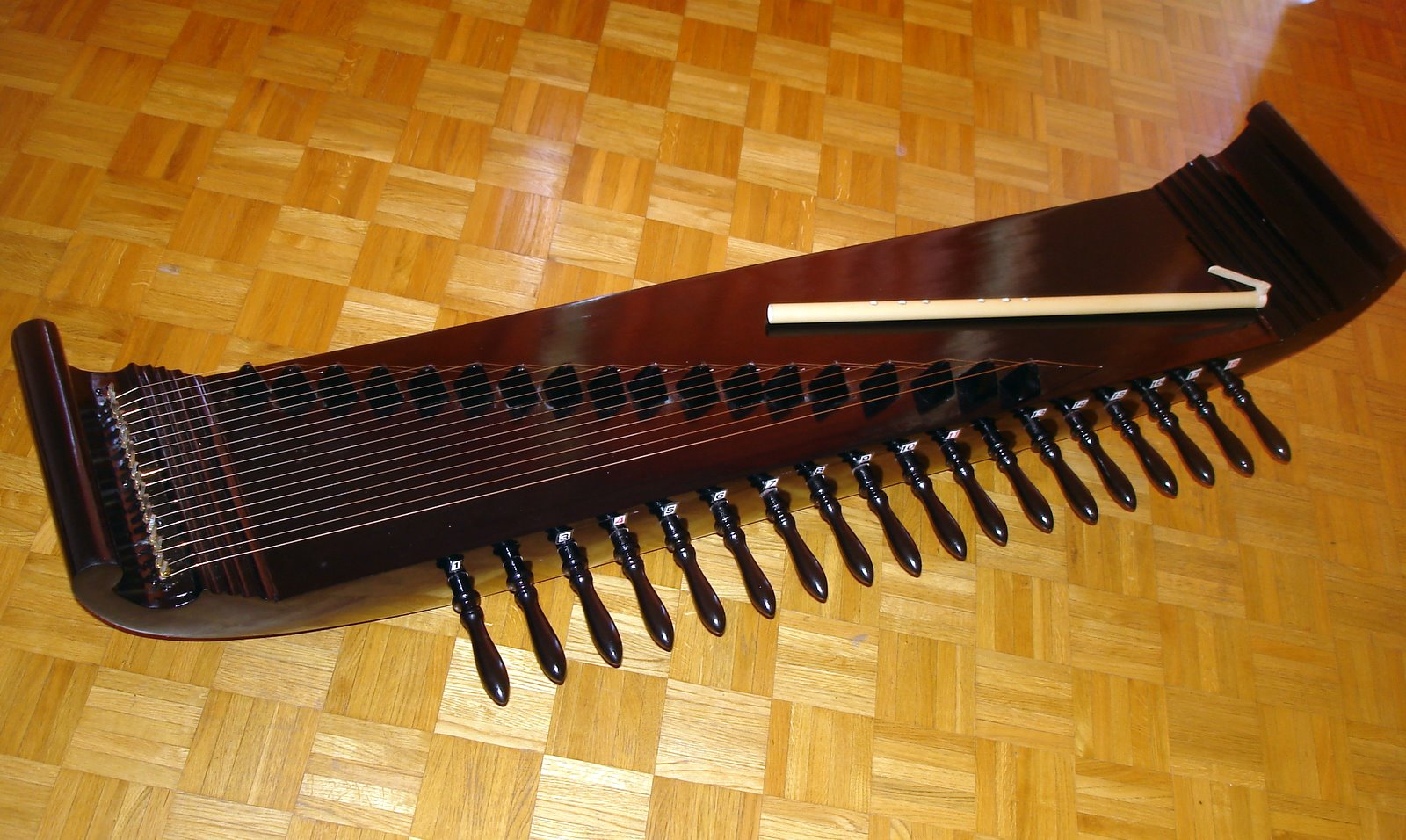
Kacapi et suling

Le kacapi suling est une forme de musique sundanaise dans le Java occidental. Elle sert essentiellement d'arrière-plan ou d'interlude dans le tembang. Les sons les plus aigus sont produits par le kacapi rincik, les moins aigus par le kacapi indung. Ces instruments et la flûte suling sont utilisés pour le kacapi suling. De nombreux hôtels en Indonésie (principalement à Bali) et en Asie du Sud-Est proposent des prestations de kacapi suling dans leurs halls.